# 이준익
이준익(한국 한자: 李濬益, 1959년 9월 21일 ~ )은 대한민국의 영화 감독, 영화 제작자이다. 1993년 영화 《키드캅》으로 데뷔했다. '씨네월드' 대표이다.

## 학력
- 경동고등학교
- 세종대학교 동양화과 (중퇴)

## 영화
- 1993년 영화 《키드캅》
- 2003년 영화 《황산벌》
- 2005년 영화 《왕의 남자》 (첫 천만영화)
- 2006년 영화 《라디오 스타》
- 2007년 영화 《즐거운 인생》
- 2008년 영화 《님은 먼 곳에》
- 2010년 영화 《구르믈 버서난 달처럼》
- 2011년 영화 《평양성》
- 2013년 영화 《소원》
- 2015년 영화 《사도》
- 2016년 영화 《동주》
- 2017년 영화 《박열》
- 2018년 영화 《변산》
- 2021년 영화 《자산어보》

## 드라마
- 2022년 드라마 《욘더》

## 출연 작품
- 2006년 《라디오 스타》 주방장 역
- 2010년 《부당거래》 정 사장 역 (특별출연)
- 2019년 《썬키스 패밀리》 - 유명감독 역 (특별출연)

## 경력
- 2006년 부산비엔날레 홍보대사
- 2010년 DMZ다큐영화제 조직위원
- 2011년 제1회 Olleh 롯데 스마트폰영화제 심사위원장

## 수상 경력
- 2006년 제42회 백상예술대상 영화부문 대상
- 2006년 제43회 대종상 감독상
- 2006년 제43회 대종상 최우수 작품상
- 2006년 Mnet KM 뮤직 페스티벌 올해의 영화상
- 2006년 제3회 맥스무비 최고의 영화상 최고의 감독상
- 2013년 제34회 청룡영화상 최우수 작품상
- 2015년 제35회 한국영화평론가협회상 10대영화상
- 2015년 제35회 한국영화평론가협회상 최우수 작품상
- 2016년 제21회 춘사영화상 특별상부문 나눔상
- 2016년 제52회 백상예술대상 영화부문 대상
- 2016년 제25회 부일영화상 최우수 감독상
- 2016년 제36회 한국영화평론가협회상 10대 영화상
- 2016년 제36회 한국영화평론가협회상 국제영화비평가연맹 한국본부상
- 2016년 제47회 인도국제영화제 심사위원특별상
- 2017년 제54회 대종상 감독상[1]
- 2017년 제1회 더 서울어워즈 영화부문 대상
- 2017년 제37회 한국영화평론가협회상 10대 영화상
- 2017년 제7회 아름다운 예술인상 대상
- 2017년 제4회 한국영화제작가협회상 감독상
- 2017년 제17회 디렉터스 컷 시상식 올해의 특별언급
- 2018년 레지스탕스 영화제 베스트 디렉터상
- 2021년 제57회 백상예술대상 영화부문 대상
- 2021년 제30회 부일영화상 최우수감독상
- 2021년 제41회 한국영화평론가협회상 국제비평가연맹한국본부상
- 2021년 제41회 황금촬영상 감독상
- 2021년 제8회 한국영화제작가협회상 감독상
- 2022년 제20회 디렉터스 컷 어워즈 올해의 감독상